# Psychotria lianoides
Psychotria lianoides är en måreväxtart som beskrevs av Adolph Daniel Edward Elmer. Psychotria lianoides ingår i släktet Psychotria och familjen måreväxter. Inga underarter finns listade i Catalogue of Life.